# Society for Creative Anachronism

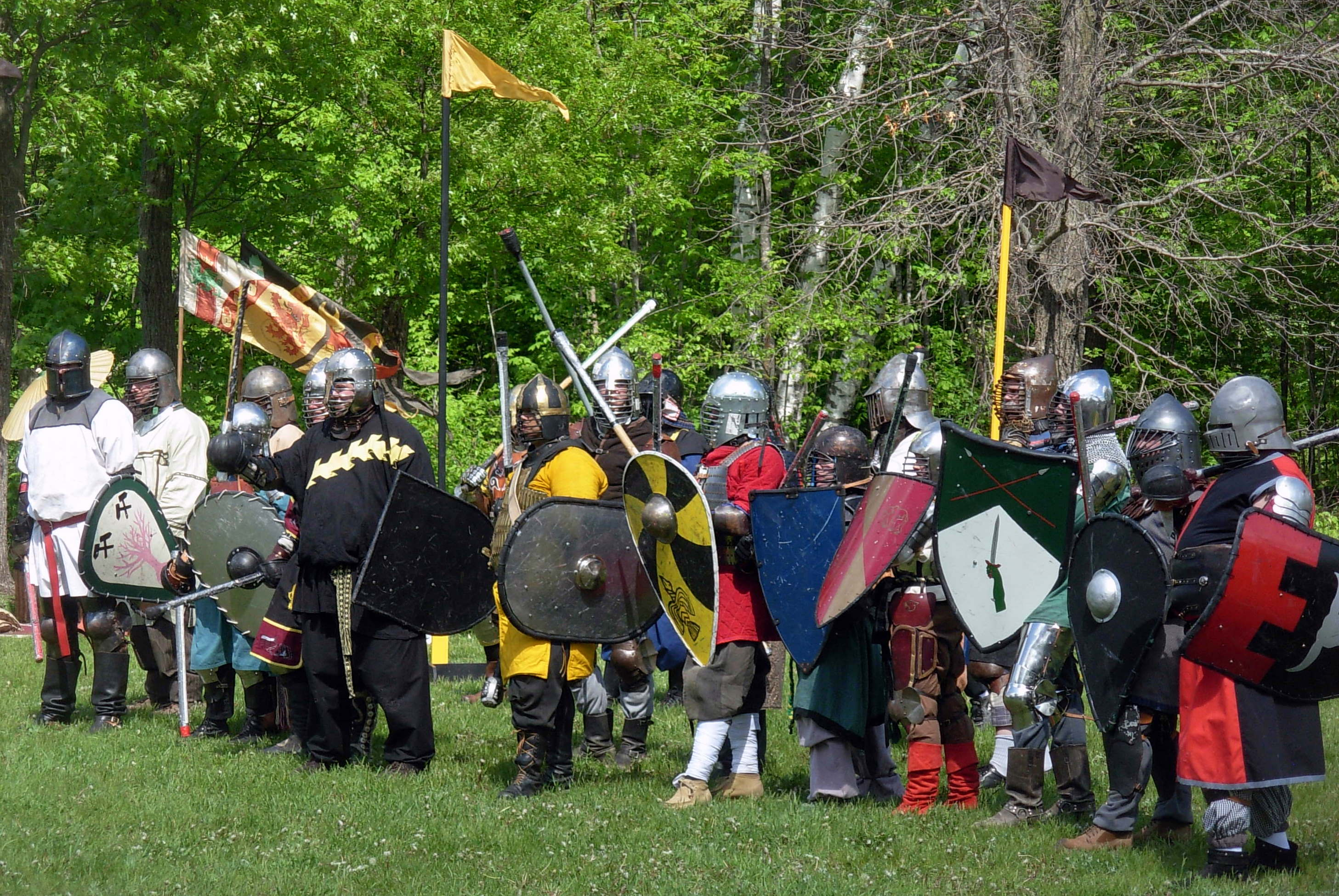
Combat armé de la SCA, 2008

 (février 2017).
Si vous disposez d'ouvrages ou d'articles de référence ou si vous connaissez des sites web de qualité traitant du thème abordé ici, merci de compléter l'article en donnant les références utiles à sa vérifiabilité et en les liant à la section « Notes et références ».
The Society for Creative Anachronism (SCA) (littéralement « Société d'anachronisme créatif ») est une organisation internationale fondée en 1966 par Diana L. Paxson, de personnes qui s'intéressent au Moyen Âge. La SCA prétend réaliser la reconstitution historique de cette période, dans le but d'étudier et revivre les cultures médiévales européennes du VIIe au XVIIe siècle. Selon la SCA, cette organisation comprenait 32 000 membres cotisants en 2008 et environ 60 000 participants.